# SummerSlam (1997)
SummerSlam 1997 est le dixième SummerSlam, pay-per-view de catch produit par la World Wrestling Entertainment. Il s'est déroulé le 3 août 1997 au Continental Airlines Arena de East Rutherford, New Jersey. C'est le premier SummerSlam où le titre de la WWF changeait de mains.

## Résultats
| #                                                          | Résultats | Stipulations                                                | Commentaires | Durée |
| ---------------------------------------------------------- | --- | ----------------------------------------------------------- | --- | ----- |
| 1                                                          | Mankind bat Hunter Hearst Helmsley (avec Chyna) | Steel cage match                                            | | 16:13 |
| 2                                                          | Goldust (avec Marlena) bat Brian Pillman | Match simple                                                | | 07:17 |
| 3                                                          | The Legion of Doom (Hawk et Animal) battent The Godwinns (Henry et Phineas)                                                                         | Tag team match                                              | | 09:15 |
| 4                                                          | The British Bulldog (c) bat Ken Shamrock | Match simple pour le WWF European Championship              | | 07:29 |
| 5                                                          | Los Boricuas (Savio Vega, Miguel Pérez, Jr., Jose Estrada, Jr. et Jesus Castillo) def. The Disciples of Apocalypse (Crush, Chainz, 8-ball et Skull) | 8-Man Tag Team                                              | | 09:08 |
| 6                                                          | Steve Austin bat Owen Hart (c) | Kiss My Ass match pour le WWF Intercontinental Championship | | 16:16 |
| 7                                                          | Bret Hart bat The Undertaker (c) (avec Shawn Michaels en tant qu'arbitre spécial)                                                                   | Match simple pour le WWF Championship                       | - Si Bret perdait, il ne pouvait plus jamais lutter aux États-Unis. De plus, si Michaels montrait n'importe quel signe de favoritisme envers l'Undertaker, lui aussi ne pourrait plus catcher aux États-Unis. | 28:10 |
| (c) désigne le champion défendant son titre dans le match. | |                                                             | |       |